# Mikrá Sánta (Imathie)
Mikrá Sánta ( : Μικρά Σάντα) est une localité située dans le dème de Véria, dans le district régional d'Imathie, dans la periphérie de Macédoine-Centrale, en Grèce.
Selon le recensement de 2011, elle compte 32 habitants.